# Горњи Корићани (Кнежево)
Горњи Корићани су насељено мјесто у општини Кнежево, Република Српска, БиХ. Према попису становништва из 1991. у насељу је живјело 755 становника.

## Историја
Насеље Горњи Корићани се до рата у Босни и Херцеговини (1992-1995) у целини налазило у општини Травник.

## Становништво
| Демографија | Демографија | Демографија |
| Година      | Становника  | Становника  |
| ----------- | ----------- | ----------- |
| 1948.       | 416         |             |
| 1953.       | 450         |             |
| 1961.       | 446         |             |
| 1971.       | 568         |             |
| 1981.       | 679         |             |
| 1991.       | 755         |             |